# 948 هـ
948 هـ هي سنة في التقويم الهجري امتدت مقابلةً في التقويم الميلادي بين سنتي 1541 و1542.

## وفيات
- غياث الدين منصور الدشتكي